# Giải vô địch bóng đá nữ thế giới 2019 (Bảng C)
Bảng C của giải vô địch bóng đá nữ thế giới 2019 sẽ diễn ra từ ngày 9 đến ngày 18 tháng 6 năm 2019. Bảng này bao gồm Úc, Brasil, Ý và Jamaica. Hai đội hàng đầu, có thể cùng với đội xếp thứ ba (nếu họ được xếp hạng với tư cách là 1 trong số 4 đội tốt nhất), sẽ giành quyền vào vòng 16 đội.

## Các đội tuyển
| Vị trí bốc thăm | Đội tuyển | Nhóm | Liên đoàn | Phương pháp vượt qua vòng loại                         | Ngày vượt qua vòng loại | Tham dự chung kết | Tham dự cuối cùng | Thành tích tốt nhất lần trước | Bảng xếp hạng FIFA | Bảng xếp hạng FIFA |
| Vị trí bốc thăm | Đội tuyển | Nhóm | Liên đoàn | Phương pháp vượt qua vòng loại                         | Ngày vượt qua vòng loại | Tham dự chung kết | Tham dự cuối cùng | Thành tích tốt nhất lần trước | Tháng 12-2018      | Tháng 6-2019       |
| --------------- | --------- | ---- | --------- | ------------------------------------------------------ | ----------------------- | ----------------- | ----------------- | ----------------------------- | ------------------ | ------------------ |
| C1              | Úc        | 1    | AFC       | Á quân Cúp bóng đá nữ châu Á                           | 13 tháng 4 năm 2018     | 7 lần             | 2015              | Tứ kết (2007, 2011, 2015)     | 6                  | 6                  |
| C2              | Ý         | 3    | UEFA      | Nhất bảng 6 UEFA                                       | 8 tháng 6 năm 2018      | 3 lần             | 1999              | Tứ kết (1991)                 | 16                 | 15                 |
| C3              | Brasil    | 2    | CONMEBOL  | Vô địch giải vô địch bóng đá nữ Nam Mỹ                 | 19 tháng 4 năm 2018     | 8 lần             | 2015              | Á quân (2007)                 | 10                 | 10                 |
| C4              | Jamaica   | 4    | CONCACAF  | Hạng 3 giải vô địch bóng đá nữ Bắc, Trung Mỹ và Caribe | 17 tháng 10 năm 2018    | 1 lần             | —                 | Lần đầu                       | 53                 | 53                 |

Ghi chú
1. ↑  Bảng xếp hạng của tháng 12 năm 2018 đã được sử dụng để hạt giống cho bốc thăm chung kết.

## Bảng xếp hạng
| VT | Đội     | ST | T | H | B | BT | BB | HS  | Đ | Giành quyền tham dự                     |
| -- | ------- | -- | - | - | - | -- | -- | --- | - | --------------------------------------- |
| 1  | Ý       | 3  | 2 | 0 | 1 | 7  | 2  | +5  | 6 | Giành quyền vào vòng đấu loại trực tiếp |
| 2  | Úc      | 3  | 2 | 0 | 1 | 8  | 5  | +3  | 6 | Giành quyền vào vòng đấu loại trực tiếp |
| 3  | Brasil  | 3  | 2 | 0 | 1 | 6  | 3  | +3  | 6 | Giành quyền vào vòng đấu loại trực tiếp |
| 4  | Jamaica | 3  | 0 | 0 | 3 | 1  | 12 | −11 | 0 |                                         |

Trong vòng 16 đội:
- Đội nhất bảng C sẽ giành quyền thi đấu với đội xếp thứ ba của bảng A, bảng B hoặc bảng F.
- Đội nhì bảng C sẽ giành quyền thi đấu với đội nhì bảng A.
- Đội xếp thứ ba của bảng C có thể giành quyền thi đấu với đội nhất bảng A hoặc bảng B (nếu 1 trong số 4 đội xếp thứ ba tốt nhất).

## Các trận đấu
Tất cả thời gian được liệt kê là giờ địa phương, CEST (UTC+2).

### Úc v Ý
| Úc         | 1–2      | Ý                     |
| ---------- | -------- | --------------------- |
| - Kerr 22' | Chi tiết | - Bonansea 56', 90+5' |

| Úc | Ý |

| TM                      | 1  | Lydia Williams       |     |     |
| HV                      | 7  | Steph Catley         |     |     |
| HV                      | 14 | Alanna Kennedy       |     |     |
| HV                      | 4  | Clare Polkinghorne   |     |     |
| HV                      | 21 | Ellie Carpenter      |     |     |
| TV                      | 10 | Emily van Egmond     |     |     |
| TV                      | 13 | Tameka Yallop        |     | 83' |
| TV                      | 6  | Chloe Logarzo        |     | 61' |
| TV                      | 16 | Hayley Raso          |     | 69' |
| TV                      | 9  | Caitlin Foord        |     |     |
| TĐ                      | 20 | Sam Kerr (c)         |     |     |
| Vào thay người:         |    |                      |     |     |
| TĐ                      | 11 | Lisa De Vanna        | 76' | 61' |
| TV                      | 19 | Katrina Gorry        |     | 69' |
| TV                      | 8  | Elise Kellond-Knight |     | 83' |
| Huấn luyện viên trưởng: |    |                      |     |     |
| Ante Milicic            |    |                      |     |     |

| TM                      | 1  | Laura Giuliani        |     |     |
| HV                      | 2  | Valentina Bergamaschi |     | 77' |
| HV                      | 3  | Sara Gama (c)         | 21' |     |
| HV                      | 5  | Elena Linari          |     |     |
| HV                      | 7  | Alia Guagni           |     |     |
| TV                      | 4  | Aurora Galli          |     | 46' |
| TV                      | 23 | Manuela Giugliano     |     |     |
| TV                      | 21 | Valentina Cernoia     | 70' |     |
| TĐ                      | 18 | Ilaria Mauro          |     | 58' |
| TĐ                      | 10 | Cristiana Girelli     | 63' |     |
| TĐ                      | 11 | Barbara Bonansea      |     |     |
| Vào thay người:         |    |                       |     |     |
| HV                      | 13 | Elisa Bartoli         |     | 46' |
| TĐ                      | 9  | Daniela Sabatino      |     | 58' |
| TĐ                      | 19 | Valentina Giacinti    |     | 77' |
| Huấn luyện viên trưởng: |    |                       |     |     |
| Milena Bertolini        |    |                       |     |     |

| Cầu thủ xuất sắc nhất trận: Barbara Bonansea (Ý) Trợ lý trọng tài: Shirley Perello (Honduras) Felisha Mariscal (Hoa Kỳ) Trọng tài bàn: Ekaterina Koroleva (Hoa Kỳ) Trọng tài sau cầu môn: Enedina Caudillo (México) Trợ lý trọng tài video: Carlos del Cerro Grande (Tây Ban Nha) Giám sát trợ lý trọng tài video: José María Sánchez Martínez (Tây Ban Nha) Luciana Mascaraña (Uruguay) |

### Brasil v Jamaica
| Brasil                    | 3–0      | Jamaica |
| ------------------------- | -------- | ------- |
| - Cristiane 15', 50', 64' | Chi tiết |         |

| Brasil | Jamaica |

| TM                      | 1  | Bárbara        |     |     |
| HV                      | 13 | Letícia Santos |     |     |
| HV                      | 14 | Kathellen      |     | 76' |
| HV                      | 21 | Mônica (c)     |     |     |
| HV                      | 6  | Tamires        |     |     |
| TV                      | 7  | Andressa Alves |     |     |
| TV                      | 8  | Formiga        | 58' |     |
| TV                      | 5  | Thaisa         |     |     |
| TV                      | 9  | Debinha        |     |     |
| TĐ                      | 16 | Beatriz        |     | 65' |
| TĐ                      | 11 | Cristiane      |     | 65' |
| Vào thay người:         |    |                |     |     |
| TĐ                      | 23 | Geyse          |     | 65' |
| TĐ                      | 19 | Ludmila        |     | 65' |
| HV                      | 3  | Daiane Limeira | 82' | 76' |
| Huấn luyện viên trưởng: |    |                |     |     |
| Vadão                   |    |                |     |     |

| TM                      | 1  | Sydney Schneider      |     |     |
| HV                      | 16 | Dominique Bond-Flasza |     |     |
| HV                      | 5  | Konya Plummer (c)     | 17' |     |
| HV                      | 17 | Allyson Swaby         |     |     |
| HV                      | 14 | Deneisha Blackwood    |     |     |
| TV                      | 4  | Chantelle Swaby       |     |     |
| TV                      | 6  | Havana Solaun         |     | 72' |
| TV                      | 9  | Marlo Sweatman        |     |     |
| TĐ                      | 20 | Cheyna Matthews       |     | 62' |
| TĐ                      | 11 | Khadija Shaw          |     |     |
| TĐ                      | 18 | Trudi Carter          |     | 79' |
| Vào thay người:         |    |                       |     |     |
| TĐ                      | 10 | Jody Brown            |     | 62' |
| TV                      | 7  | Chinyelu Asher        |     | 72' |
| TĐ                      | 15 | Tiffany Cameron       |     | 79' |
| Huấn luyện viên trưởng: |    |                       |     |     |
| Hue Menzies             |    |                       |     |     |

| Cầu thủ xuất sắc nhất trận: Cristiane (Brasil) Trợ lý trọng tài: Kylie Cockburn (Scotland) Mihaela Tepusa (România) Trọng tài bàn: Kateryna Monzul (Ukraina) Trọng tài sau cầu môn: Petruța Iugulescu (Romania) Trợ lý trọng tài video: Bastian Dankert (Đức) Giám sát trợ lý trọng tài video: Sascha Stegemann (Đức) Maryna Striletska (Ukraina) |

### Úc v Brasil
| Úc                                              | 3–2      | Brasil                              |
| ----------------------------------------------- | -------- | ----------------------------------- |
| - Foord 45+1' - Logarzo 58' - Mônica 66' (l.n.) | Chi tiết | - Marta 27' (ph.đ.) - Cristiane 38' |

| Úc | Brasil |

| TM                      | 1  | Lydia Williams       |  |       |
| HV                      | 21 | Ellie Carpenter      |  |       |
| HV                      | 14 | Alanna Kennedy       |  |       |
| HV                      | 7  | Steph Catley         |  |       |
| HV                      | 8  | Elise Kellond-Knight |  |       |
| TV                      | 13 | Tameka Yallop        |  |       |
| TV                      | 10 | Emily van Egmond     |  |       |
| TV                      | 6  | Chloe Logarzo        |  |       |
| TĐ                      | 15 | Emily Gielnik        |  | 72'   |
| TĐ                      | 20 | Sam Kerr (c)         |  |       |
| TĐ                      | 9  | Caitlin Foord        |  | 90+5' |
| Vào thay người:         |    |                      |  |       |
| TĐ                      | 16 | Hayley Raso          |  | 72'   |
| HV                      | 5  | Karly Roestbakken    |  | 90+5' |
| Huấn luyện viên trưởng: |    |                      |  |       |
| Ante Milicic            |    |                      |  |       |

| TM                      | 1  | Bárbara        |     |     |
| HV                      | 13 | Letícia Santos |     |     |
| HV                      | 14 | Kathellen      |     |     |
| HV                      | 21 | Mônica         |     |     |
| HV                      | 6  | Tamires        |     |     |
| TV                      | 9  | Debinha        |     |     |
| TV                      | 8  | Formiga        | 14' | 46' |
| TV                      | 5  | Thaisa         |     |     |
| TV                      | 7  | Andressa Alves | 85' |     |
| TĐ                      | 11 | Cristiane      |     | 75' |
| TĐ                      | 10 | Marta (c)      |     | 46' |
| Vào thay người:         |    |                |     |     |
| TĐ                      | 19 | Ludmila        |     | 46' |
| TV                      | 18 | Luana          | 87' | 46' |
| TĐ                      | 16 | Beatriz        |     | 75' |
| Huấn luyện viên trưởng: |    |                |     |     |
| Vadão                   |    |                |     |     |

| Cầu thủ xuất sắc nhất trận: Chloe Logarzo (Úc) Trợ lý trọng tài: Sian Massey-Ellis (Anh) Susanne Küng (Thụy Sĩ) Trọng tài bàn: Stéphanie Frappart (Pháp) Trọng tài sau cầu môn: Lidwine Rakotozafinoro (Madagascar) Trợ lý trọng tài video: Bastian Dankert (Đức) Giám sát trợ lý trọng tài video: Sascha Stegemann (Đức) Lucie Ratajová (Cộng hòa Séc) |

### Jamaica v Ý
| Jamaica | 0–5      | Ý                                                |
| ------- | -------- | ------------------------------------------------ |
|         | Chi tiết | - Girelli 12' (ph.đ.), 25', 46' - Galli 71', 81' |

| Jamaica | Ý |

| TM                      | 1  | Sydney Schneider       | 12' |     |
| HV                      | 12 | Sashana Campbell       |     |     |
| HV                      | 5  | Konya Plummer (c)      |     |     |
| HV                      | 17 | Allyson Swaby          |     |     |
| HV                      | 14 | Deneisha Blackwood     |     |     |
| TV                      | 21 | Olufolasade Adamolekun |     | 76' |
| TV                      | 6  | Havana Solaun          |     |     |
| TV                      | 4  | Chantelle Swaby        |     | 46' |
| TV                      | 7  | Chinyelu Asher         |     |     |
| TĐ                      | 11 | Khadija Shaw           | 59' |     |
| TĐ                      | 22 | Mireya Grey            |     | 66' |
| Vào thay người:         |    |                        |     |     |
| MF                      | 9  | Marlo Sweatman         |     | 46' |
| FW                      | 10 | Jody Brown             |     | 66' |
| DF                      | 2  | Lauren Silver          |     | 76' |
| Huấn luyện viên trưởng: |    |                        |     |     |
| Hue Menzies             |    |                        |     |     |

| TM                      | 1  | Laura Giuliani        |  |     |
| HV                      | 7  | Alia Guagni           |  | 57' |
| HV                      | 3  | Sara Gama (c)         |  |     |
| HV                      | 5  | Elena Linari          |  |     |
| HV                      | 13 | Elisa Bartoli         |  |     |
| TV                      | 2  | Valentina Bergamaschi |  | 65' |
| TV                      | 23 | Manuela Giugliano     |  |     |
| TV                      | 21 | Valentina Cernoia     |  |     |
| TĐ                      | 9  | Daniela Sabatino      |  |     |
| TĐ                      | 10 | Cristiana Girelli     |  | 72' |
| TĐ                      | 11 | Barbara Bonansea      |  |     |
| Vào thay người:         |    |                       |  |     |
| HV                      | 17 | Lisa Boattin          |  | 57' |
| TV                      | 4  | Aurora Galli          |  | 65' |
| TĐ                      | 19 | Valentina Giacinti    |  | 72' |
| Huấn luyện viên trưởng: |    |                       |  |     |
| Milena Bertolini        |    |                       |  |     |

| Cầu thủ xuất sắc nhất trận: Cristiana Girelli (Ý) Trợ lý trọng tài: Sarah Jones (New Zealand) Maria Salamasina (Samoa) Trọng tài bàn: Claudia Umpiérrez (Uruguay) Trọng tài sau cầu môn: Mónica Amboya (Ecuador) Trợ lý trọng tài video: Danny Makkelie (Hà Lan) Giám sát trợ lý trọng tài video: Paweł Gil (Ba Lan) Chrysoula Kourompylia (Hy Lạp) |

### Jamaica v Úc
| Jamaica      | 1–4      | Úc                        |
| ------------ | -------- | ------------------------- |
| - Solaun 49' | Chi tiết | - Kerr 11', 42', 69', 83' |

| Jamaica | Úc |

| TM                      | 13 | Nicole McClure     |     |     |
| HV                      | 12 | Sashana Campbell   |     |     |
| HV                      | 5  | Konya Plummer (c)  | 71' |     |
| HV                      | 17 | Allyson Swaby      |     |     |
| HV                      | 14 | Deneisha Blackwood |     |     |
| TV                      | 4  | Chantelle Swaby    |     |     |
| TV                      | 11 | Khadija Shaw       |     |     |
| TV                      | 19 | Toriana Patterson  |     |     |
| TĐ                      | 22 | Mireya Grey        |     | 72' |
| TĐ                      | 20 | Cheyna Matthews    |     | 59' |
| TĐ                      | 15 | Tiffany Cameron    |     | 46' |
| Vào thay người:         |    |                    |     |     |
| TV                      | 6  | Havana Solaun      |     | 46' |
| TV                      | 18 | Trudi Carter       |     | 59' |
| TĐ                      | 10 | Jody Brown         |     | 72' |
| Huấn luyện viên trưởng: |    |                    |     |     |
| Hue Menzies             |    |                    |     |     |

| TM                      | 1  | Lydia Williams    |     |     |
| HV                      | 21 | Ellie Carpenter   |     |     |
| HV                      | 14 | Alanna Kennedy    |     |     |
| HV                      | 7  | Steph Catley      |     |     |
| HV                      | 5  | Karly Roestbakken |     |     |
| TV                      | 10 | Emily van Egmond  | 76' |     |
| TV                      | 6  | Chloe Logarzo     |     |     |
| TV                      | 19 | Katrina Gorry     |     | 87' |
| TV                      | 15 | Emily Gielnik     |     | 59' |
| TV                      | 11 | Lisa De Vanna     |     | 63' |
| TĐ                      | 20 | Sam Kerr (c)      |     |     |
| Vào thay người:         |    |                   |     |     |
| TĐ                      | 9  | Caitlin Foord     |     | 59' |
| TĐ                      | 16 | Hayley Raso       |     | 63' |
| TV                      | 3  | Aivi Luik         |     | 87' |
| Huấn luyện viên trưởng: |    |                   |     |     |
| Ante Milicic            |    |                   |     |     |

| Cầu thủ xuất sắc nhất trận: Sam Kerr (Úc) Trợ lý trọng tài: Katalin Török (Hungary) Sanja Rođak-Karšić (Croatia) Trọng tài bàn: Jana Adámková (Cộng hòa Séc) Trọng tài sau cầu môn: Mária Súkeníková (Slovakia) Trợ lý trọng tài video: José María Sánchez Martínez (Tây Ban Nha) Giám sát trợ lý trọng tài video: Mohammed Abdulla Hassan Mohamed (UAE) Sian Massey-Ellis (Anh) |

### Ý v Brasil
| Ý | 0–1      | Brasil              |
| - | -------- | ------------------- |
|   | Chi tiết | - Marta 74' (ph.đ.) |

| Ý | Brasil |

| TM                      | 1  | Laura Giuliani        |     |     |
| HV                      | 7  | Alia Guagni           |     |     |
| HV                      | 3  | Sara Gama (c)         |     |     |
| HV                      | 5  | Elena Linari          |     |     |
| HV                      | 13 | Elisa Bartoli         | 15' | 71' |
| TV                      | 4  | Aurora Galli          |     |     |
| TV                      | 23 | Manuela Giugliano     |     |     |
| TV                      | 21 | Valentina Cernoia     |     |     |
| TĐ                      | 19 | Valentina Giacinti    |     | 63' |
| TĐ                      | 10 | Cristiana Girelli     |     | 78' |
| TĐ                      | 11 | Barbara Bonansea      |     |     |
| Vào thay người:         |    |                       |     |     |
| TV                      | 2  | Valentina Bergamaschi |     | 63' |
| HV                      | 17 | Lisa Boattin          |     | 71' |
| TĐ                      | 18 | Ilaria Mauro          |     | 78' |
| Huấn luyện viên trưởng: |    |                       |     |     |
| Milena Bertolini        |    |                       |     |     |

| TM                      | 1  | Bárbara        |       |     |
| HV                      | 13 | Letícia Santos | 13'   | 76' |
| HV                      | 14 | Kathellen      | 90+4' |     |
| HV                      | 21 | Mônica         |       |     |
| HV                      | 6  | Tamires        |       |     |
| TV                      | 5  | Thaisa         |       |     |
| TV                      | 17 | Andressinha    |       |     |
| TV                      | 10 | Marta (c)      |       | 84' |
| TV                      | 19 | Ludmila        |       |     |
| TV                      | 9  | Debinha        |       |     |
| TĐ                      | 11 | Cristiane      |       | 65' |
| Vào thay người:         |    |                |       |     |
| FW                      | 16 | Beatriz        |       | 65' |
| DF                      | 2  | Poliana        |       | 76' |
| MF                      | 18 | Luana          |       | 84' |
| Huấn luyện viên trưởng: |    |                |       |     |
| Vadão                   |    |                |       |     |

| Cầu thủ xuất sắc nhất trận: Marta (Brasil) Trợ lý trọng tài: Mayte Chávez (México) Enedina Caudillo (México) Trọng tài bàn: Ekaterina Koroleva (Hoa Kỳ) Trọng tài sau cầu môn: Mary Njoroge (Kenya) Trợ lý trọng tài video: Carlos del Cerro Grande (Tây Ban Nha) Giám sát trợ lý trọng tài video: Tiago Martins (Bồ Đào Nha) Loreto Toloza (Chile) |